# 마하 (아일랜드 신화)
마하(아일랜드어: Macha [ˈmaxə])는 아일랜드 신화에 등장하는 여자 인명으로, 아마, 이멘 마하 등의 지명이 "마하"라는 이름에서 비롯되었다고 한다. 여러 마하들은 전쟁·말·주권과 관계된 고대의 신격에게서 파생된 존재들로 보인다. "마하"라는 이름은 "들판"을 의미하는 켈트어 *makajā(소유격 *makajās)에서 파생된 것으로 생각된다.

## 파르홀론인 마하
《에린 침략의 서》에 실린 시의 일부에는 파르홀론족의 수장 파르홀론의 딸 마하가 등장하는데, 이 딸에 대한 더 이상의 기록은 없다.

## 네메드인 마하
네메드인의 도래 때 수장 네메드의 아내의 이름도 마하인데, 이 마하는 에린 땅에서 죽은 최초의 네메드족 중 한 명으로, 제프리 키팅은 네메드족이 도래하고 나서 12년 후에 죽었다고 하고, 《에린 왕국 연대기》에 따르면 12일 후에 죽었다고 한다. 마하가 묻힌 곳은 그의 이름을 따 '아르 마하'(Ard Mhacha)라고 이름붙여졌고, 이곳이 지금의 아마 지방이다.

## 투어허 데 다넌의 마하
투어허 데 다넌의 마하는 에른마스의 딸이다. 그녀는 자매인 “바이브와 아난이라고도 하는 모리안”과 함께 셋이 언급되는 경우가 많다. 이 세 자매(그 구성원의 이름은 기록마다 변동이 심하다)는 보통 전쟁의 삼신일체로 생각된다. 13세기 주석서 모음집인 O'Mulconry's Glossary에서는 마하를 3명의 "모리그나"(morrígna; Morrígan의 복수형) 중 한 명이라고 한다. 또한 "마하의 돛대" 또는 "마하의 도토리 수확고"라는 뜻의 Mesrad Machae가 "참수된 사람의 머리"를 가리키는 명사로 사용되었다. 동일한 주석서의 MS H.3.18 필사본 판본에서는 마하를 바이브와 동일시하고 3자매을 전쟁을 부추기는 "까마귀 여자"라고 부른다. 세흐룬 케틴은 이들을 그냥 대놓고 "여신"이라고 불렀으나, 중세 아일랜드에서는 대개 기독교 전래 이전 종교의 흔적을 지우는 작업이 맹렬했다. 마하는 포모르와의 전쟁 때 사안의 발로르에게 죽임을 당했다.
마하의 족보는 모리안과 같다.
|  |                         |  |  |  |  |  |  |  |  |  |  |  |  |  |  |  |
|  | 1. 마하                 |  |  |  |  |  |  |  |  |  |  |  |  |  |  |  |
|  |                         |  |  |  |  |  |  |  |  |  |  |  |  |  |  |  |
|  |                         |  |  |  |  |  |  |  |  |  |  |  |  |  |  |  |
|  | 6. 에타를람 막 누다트   |  |  |  |  |  |  |  |  |  |  |  |  |  |  |  |
|  |                         |  |  |  |  |  |  |  |  |  |  |  |  |  |  |  |
|  |                         |  |  |  |  |  |  |  |  |  |  |  |  |  |  |  |
|  | 26. 오하드 막 에타를람  |  |  |  |  |  |  |  |  |  |  |  |  |  |  |  |
|  |                         |  |  |  |  |  |  |  |  |  |  |  |  |  |  |  |
|  |                         |  |  |  |  |  |  |  |  |  |  |  |  |  |  |  |
|  | 13. 누아다 "아르게틀람" |  |  |  |  |  |  |  |  |  |  |  |  |  |  |  |
|  |                         |  |  |  |  |  |  |  |  |  |  |  |  |  |  |  |
|  |                         |  |  |  |  |  |  |  |  |  |  |  |  |  |  |  |
|  | 3. 에른마스             |  |  |  |  |  |  |  |  |  |  |  |  |  |  |  |
|  |                         |  |  |  |  |  |  |  |  |  |  |  |  |  |  |  |
|  |                         |  |  |  |  |  |  |  |  |  |  |  |  |  |  |  |

## 마하 몽그 루드
마하 몽그 루드(Macha Mong Ruad)의 이름은 "붉은 갈기 마하"라는 뜻이며, 아드 루드의 딸이다. 그녀는 아일랜드 역사상 유일한 여성 아르드리였다. 마하의 아버지 아드는 사촌 디호르바, 킴베흐와 7년마다 돌아가면서 아르드리가 되었다. 아드는 세 번째로 지고왕이 되었다가 죽었는데, 그 다음번에 아드의 네 번째 차례가 돌아오자 마하가 왕위를 요구했다. 디호르바와 킴베흐는 여자가 왕위에 앉는 게 말이 되냐면서 전쟁을 벌였다. 마하가 이겼고 디호르바는 죽었다. 마하는 디호르바의 아들들과도 재차 싸움을 벌여 승리했고, 디호르바의 아들들은 코나크트의 황무지로 도망갔다. 그 뒤 킴베흐와 결혼하여 공동 지고왕이 되었다. 마하는 혈혈단신 디호르바의 아들들을 추적하여, 나환자로 변장하고 그들을 각각 유혹해 그녀와 잠을 청하려고 할 때 붙잡았다. 그녀는 그들 세 명을 줄줄이 묶어서 울라로 돌아왔다. 울라인들은 그들을 죽이려고 했지만 마하는 그들을 죽이지 않고 대신 노예로 만들어 요새성을 짓게 했다. 이 성은 울라의 수도가 되었으며, 마하의 이름을 따 이멘 마하라고 불리게 되었다. 마하는 7년동안 킴베흐와 공동통치하다가 이멘 마하에 역병이 돌았을 때 킴베흐가 죽자 그 뒤 14년 동안 혼자 지고왕이 되어 에린을 다스리다가 레크타드 리그데르그에게 살해당했다. 《에린 침략의 서》는 마하의 통치 시기가 이집트의 프톨레마이오스 1세 소테르의 치세(기원전 323년 ~ 기원전 283년)와 겹친다고 서술한다. 키팅의 《에린 지식 기초》는 그녀의 치세를 기원전 468년 ~ 기원전 461년으로 비정하는 한편 《에린 왕국 연대기》에서는 기원전 661년 ~ 기원전 654년이라 한다.
Marie-Louise Sjoestedt는 이 마하에서 “전사와 지배자라는 지역 여신의 새로운 양상을 찾을 수 있다. 또한 이는 다른 신화들에서도 자주 나타나는, 남성 동반자 또는 동반자들이 여성에게 압도당하는 성적 측면과 연동되어 있다”고 말한다.
| 전임 킴베흐와 공동통치 | 에린의 지고왕 (단독통치) LGE 기원전 4 ~ 3세기 AFM 기원전 468년 ~ 기원전 461년 FFE 기원전 661년 ~ 기원전 654년 | 후임 레크타드 리그데르그 |

## 크리니우크의 아내 마하

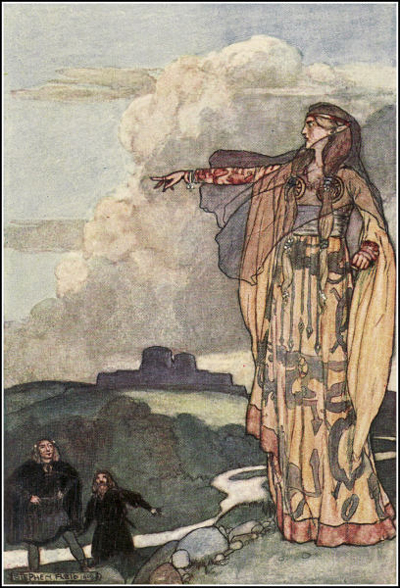
〈얼스터의 남자들을 저주하는 마하〉, 스티븐 레이드.

이 마하는 산리흐 막 임바흐의 딸이며 울라의 농부 크리니우크의 아내이다. 크리니우크의 첫번째 아내가 죽자 마하는 크리니우크의 집에 홀연 나타나서 말 한마디 없이 원래 그랬던 것처럼 크리니우크의 아내처럼 행동했다. 둘이 같이 사는 동안 크리니우크의 재산은 점점 늘어났다. 크리니우크가 울라의 왕이 연 축제에 놀러 갔는데, 마하는 남편에게 자신에 대한 이야기를 아무에게도 하지 않아야 자신이 계속 함께 있을 수 있다고 경고한다. 그러나 전차 경주가 벌어지는 동안 크리니우크는 자기 아내가 왕의 말들보다 더 빠르게 달릴 수 있다고 자랑했다. 왕이 그 이야기를 듣고 마하를 불러서 남편의 자랑이 정말인지 시험해 보자고 했다. 마하는 임신한 상태였지만 말들과 달리기를 해서 이기고 결승선에서 쌍둥이를 낳았다. 그 뒤로 울라의 수도를 "마하의 쌍둥이"라는 뜻에서 이멘 마하라고 불렀다고 한다(물론 이 이야기는 앞선 붉은 갈기 마하가 성을 쌓아서 이름이 붙은 것이라는 전승과 서로 충돌한다). 마하는 자신을 고생시킨 울라의 남자들이 언젠가 가장 급박한 순간에 자신이 겪은 산통과 같은 고통을 느끼게 될 것이라고 저주했다. 그래서 코나크타 군이 울라에 쳐들어와 쿠얼러의 소몰이 전투가 벌어졌을 때 영웅 쿠 훌린 혼자서 싸우는 동안 나머지 울라 남자들은 모두 산통으로 뻗어 있었다. 이 마하는 말과 연관된 전승을 가지고 있는데, 쿠 훌린이 탄생했을 때 수망아지 두 마리가 동시에 태어났으며, 쿠 훌린의 전차를 끄는 말 두 마리 중 한 마리의 이름이 리어흐 마하라는 점과 어떤 관계가 있을지 모른다. 그녀를 웨일스 신화의 리아논과 비교하는 시각도 존재한다.